# El Cubo de Tierra del Vino
El Cubo de Tierra del Vino è un comune spagnolo di 465 abitanti situato nella comunità autonoma di Castiglia e León.